# Armando Pellegrini
Armando Pellegrini (Bedulita, 3 giugno 1933 – Ponteranica, 25 agosto 2023) è stato un ciclista su strada e pistard italiano.

## Biografia
Professionista dal 1957 al 1969, vinse il Trofeo dell'U.V.I. del 1957 e due tappe al Giro d'Italia. Fu anche per due volte campione italiano di mezzofondo su pista.

## Palmarès

### Strada
- 1957 (dilettanti)

Giro delle Alpi Apuane
- 1958

3ª tappa Gran Premio Ciclomotoristico (Brindisi > Lecce)
- 1959

3ª tappa Giro di Sardegna (Alghero > Oristano)
4ª tappa Parigi-Nizza-Roma (Saint-Étienne > Uzès)
11ª tappa Parigi-Nizza-Roma (Siena > Roma)
4ª tappa Giro d'Italia (Abetone > Arezzo)
- 1961

3ª tappa Giro di Sardegna (Sassari > Oristano)
- 1962

17ª tappa Giro d'Italia (Lecco > Casale Monferrato)

#### Altri successi
- 1957 (dilettanti)

Classifica generale Trofeo dell'U.V.I.

### Pista
- 1955 (dilettanti)

Campionati italiani, Inseguimento a squadre
- 1956 (dilettanti)

Campionati italiani, Inseguimento a squadre
- 1964

Campionati italiani, Mezzofondo
- 1968

Campionati italiani, Mezzofondo

## Piazzamenti

### Grandi Giri
- Giro d'Italia

1957: 38º
1958: fuori tempo (8ª tappa)
1959: 52º
1960: 70º
1961: 48º
1962: 31º
1963: 62º
- Tour de France

1961: 56º
- Vuelta a España

1958: 39º
1964: 42º

### Classiche
- Milano-Sanremo

1981: 17º
1983: 10º
1984: 22º
1985: 17º
- Giro di Lombardia

1958: 9º
1960: 53º

### Competizioni mondiali
- Campionati del mondo su strada

Zandvoort 1959 - In linea: 21º